# جکسون (میسیسیپی)

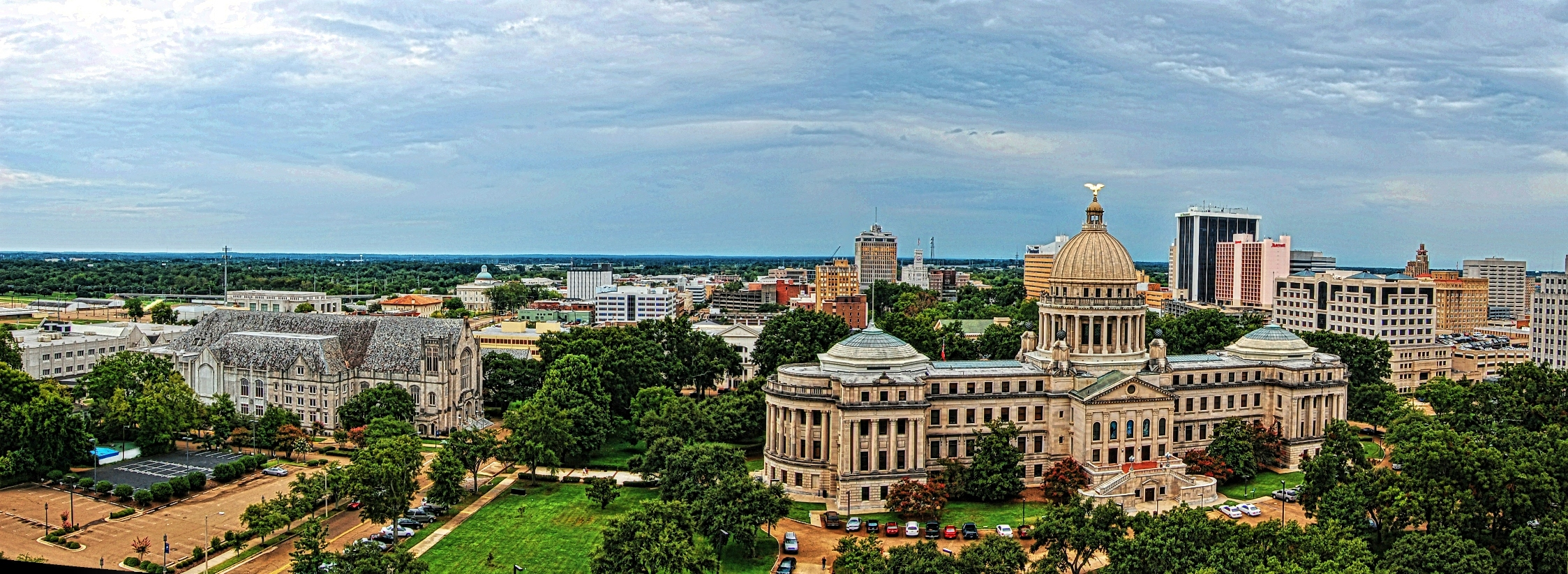

جکسون (به انگلیسی: Jackson) مرکز ایالت می‌سی‌سی‌پی آمریکاست. این شهر در شهرستان هیندز، می‌سی‌سی‌پی قرار دارد.

## مراکز مهم
دانشگاه ایالتی جکسون در این شهر قرار دارد.